# Coelogynopora junxtaforcipis
Coelogynopora junxtaforcipis är en plattmaskart som beskrevs av Riser 1981. Coelogynopora junxtaforcipis ingår i släktet Coelogynopora och familjen Coelogynoporidae. Inga underarter finns listade i Catalogue of Life.